# Lagt kort ligger (TV-program)
Lagt kort ligger är ett svenskt underhållningsprogram i tävlingsform. Det sändes i Sveriges Television mellan 1987 och 1990, med Magnus Härenstam som programledare. Värdinnor var Annelie Bäckström och Lilian Jonsson.
Tävlingsformatet kom från det amerikanska programmet Card Sharks, som började sändas 1978. Huvudmomentet i programmet var att två tävlande par skulle gissa om nästa (halvmeterhöga) spelkort som var uppsatt på en ställning skulle vara högre eller lägre i valör än det som visades. Gissade man rätt fick man gissa på nästa kort; efter det femte vann man ett pris. Gissade man fel fick man stanna och turen gick över till det andra paret. Fick man ett likadant kort åkte man ut, under det att studiopubliken ropade "Ingenting att ha!" till svar på Härenstams fråga ”Vad tycker vi om par?”.
Vilket lag som fick börja bestämdes genom att det ena laget skulle gissa ett procenttal som berörde någon fråga som hade ställts till t.ex. 100 gifta män. Det andra laget fick gissa om det riktiga resultatet är antingen högre eller lägre. 
I Storbritannien kallades programmet Play Your Cards Right och i Tyskland fanns Bube, Dame, Hörig.
Lagt kort ligger har funnits i SVT:s Öppet arkiv.